# Daniýar Ismailow
Daniýar Ismailow (ur. 3 lutego 1992) – turkmeński sztangista, olimpijczyk, reprezentujący Turcję.
W roku 2012 reprezentował swój kraj na igrzyskach w Londynie - sklasyfikował się na 13. miejscu. Medalista azjatyckich mistrzostw młodzieży.
W 2016 jako reprezentant Turcji został mistrzem Europy oraz wicemistrzem olimpijskim w wadze do 69 kg.